# 闪点行动 (电视剧)
《闪点行动》（英語：Flashpoint，又译：一触即发、导火线），是一部加拿大警匪片电视剧，于2008年7月11日在加拿大CTV電視網播出，目前在美国由艾恩电视台播放，自2009年3月9日起使用法语配音在加拿大魁北克省的法语频道V播出。
2012年5月1日制作方表示本片在第五季后将谢幕，并表示结束的原因是制作方见好就收。